# Filipovići (Loznica)
Filipovići (Servisch cyrillisch Филиповићи) is een plaats in de Servische gemeente Loznica. De plaats telt 177 inwoners (2002).